# Los niños del Brasil (película)
Los niños del Brasil (The Boys from Brazil) es una película británico-estadounidense de 1978 basada en la novela homónima de 1976 escrita por Ira Levin. 
La película fue dirigida por Franklin J. Schaffner, con Gregory Peck y Laurence Olivier como actores principales, y fue rodada en Viena (Austria), Reino Unido, Portugal y Lancaster (EE. UU.).

## Argumento
Barry Kohler (Steve Guttenberg) sigue las pistas sobre un grupo de nazis refugiados en Paraguay. Al sospechar que realizarán una reunión, contacta con Ezra Lieberman (Laurence Olivier), un anciano cazador de nazis, para pedirle consejos, mas él cree que solo sigue una pista inútil y le aconseja desistir. Barry asiste a la reunión y con la ayuda de un niño infiltra un micrófono para escuchar la conversación, descubriendo que en la reunión hay un grupo de famosos criminales de guerra nazis, algunas personas con ideales neonazis y que la reunión es presidida por Josef Mengele (Gregory Peck), quien les comenta sobre un plan para establecer un cuarto Reich, para el cual necesita asesinar a 94 personas de varios países del mundo, teniendo todos en común el ser padres de familia de 65 años y con un trabajo burocrático. Lieberman cree que Barry ha descubierto algo importante, pero su única pista es que planean la muerte de 94 adultos de 65 años en un plazo de dos años y medio y algunas fotografías de los sospechosos que Barry le había enviado con anterioridad. Barry es asesinado por los nazis mientras le enviaba sus descubrimientos a Lieberman. Lieberman usa sus contactos con un diario para que le entreguen noticias de sus sedes en varias partes del mundo sobre la muerte de personas de 65 años, con la esperanza de descubrir el plan. 
A su regreso a Viena, Lieberman es interceptado por David Bennett (John Rubinstein), un joven con el que Barry tenía contacto y que tiene interés en ayudar a Lieberman, y tras insistirle acepta que le ayude. Lieberman asiste a más reuniones con las viudas y descubre que los hijos de los hombres asesinados son prácticamente idénticos entre sí: piel blanca, cabello lacio negro y ojos de color azul. Tras una de sus visitas, una de las viudas le comenta que su hijo es en realidad adoptado y que lo recibió de manos de Frieda Maloney (Uta Hagen), una criminal de guerra nazi a quien Lieberman había desenmascarado. Él decide ir a la prisión donde Freida está recluida para entrevistarse con ella, descubriendo que ella había trabajado en una agencia de adopción como un favor para un grupo de nazis que la habían ayudado a escapar. En su trabajo ella debía dar niños a parejas que por su avanzada edad no podían adoptar de forma legal, teniendo que cumplir ciertos requisitos como que el padre debía haber nacido cerca de 1910 y ser un burócrata, y la madre haber nacido cerca de 1933. Todos los niños le eran traídos a ella desde Brasil. A partir de lo que le comenta a Lieberman, él descubre que dos de los padres fallecidos habían adoptado niños con Frieda con cuatro semanas de diferencia, que es el mismo tiempo que separaba sus muertes, y descubre que un tercer hombre involucrado, Henry Wheelock (John Dehner), va a ser asesinado pronto.
Mengele asiste a una fiesta de un grupo nazi paraguayo, donde encuentra a uno de sus colaboradores celebrando en lugar de estar en Europa realizando las ejecuciones que le había ordenado, ante lo cual reacciona con ira y lo ataca, acusándolo de traidor. Tras el alboroto que causa, Seibert se reúne con él en privado y le dice que a todos los involucrados se les ha ordenado regresar, porque Lieberman se ha entrevistado con Freida y ya está enterado sobre las adopciones que le encomendaron realizar. Mengele se enfurece y decide continuar con la operación por su cuenta a pesar de los riesgos.
Lieberman asiste al instituto de biología de Viena para saber cómo es posible que todos los niños sean idénticos, tanto en su aspecto como en su personalidad. Un biólogo (Bruno Ganz) le comenta sobre un proceso en el cual se puede clonar a un conejo a partir de unos óvulos y una muestra del ADN del sujeto a clonar, pero le explica que el ser idénticos físicamente no hará que sean iguales emocionalmente, y que para ello es necesario que vivan las mismas experiencias. Lieberman reflexiona sobre ello y descubre que la persona que Mengele busca clonar, y que vivió las mismas situaciones que él está haciendo pasar a los niños, es Adolf Hitler.

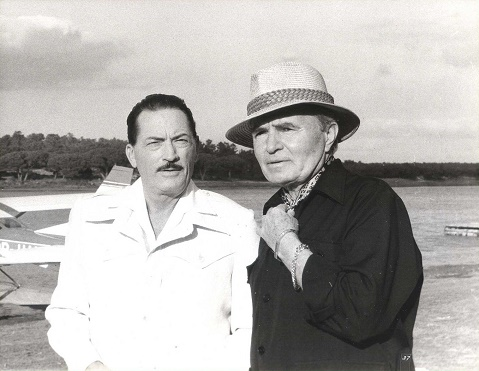
Fotografía promocional de Gregory Peck y James Mason en Los niños del Brasil

Seibert quema la casa de Mengele con la ayuda de los otros involucrados en el plan para que no se descubra su participación y se da cuenta de que Mengele se ha ido y que tiene por objetivo matar a Lieberman y continuar con los asesinatos que tenía planeados. Mengele se presenta en la casa de Henry Wheelock haciéndose pasar por Lieberman y asesinándolo. Poco después llega Lieberman y Mengele le tiende una trampa para asesinarlo. Tras darle un disparo él y Lieberman forcejean por el arma, y Mengele. tras haber recuperado el control, le explica su plan. Lieberman intenta huir y deja escapar a los perros mascota de Wheelock, quienes atacan a Mengele hasta quitarle el arma. En ese momento llega Bobby Wheelock (Jeremy Black), el hijo del señor Wheelock. Mengele se presenta como un amigo de la familia dándole a conocer que él fue el médico que asistió en su nacimiento. Busca ganarse su confianza, pero entra en contradicciones y el niño empieza a escuchar a Lieberman, que le pide que llame a la policía y posteriormente que busque a su padre. Al descubrir que su padre ha sido asesinado por Mengele deja que sus perros lo ataquen hasta matarlo, tras lo cual llama a una ambulancia para atender a Lieberman.
En el hospital David se presenta y le comenta a Lieberman que planea asesinar a los 94 niños que Mengele creó para evitar el surgimiento de un nuevo Hitler, pero que para ello necesita una lista de sus nombres y direcciones, la cual afirma que Mengele no tenía y en su lugar la había aprendido de memoria. Lieberman le comenta que en realidad Mengele tenía una lista, que él tomó cuando Mengele murió, pero que no está dispuesto a dejar que maten a los niños, y la quema frente a David.

## Reparto
| - Gregory Peck: Dr. Josef Mengele. - Laurence Olivier: Ezra Liebermann. - James Mason: Eduard Seibert. - Lilli Palmer: Esther Liebermann. - Uta Hagen: Frieda Maloney. - Steve Guttenberg: Barry Kohler. - Denholm Elliott: Sidney Beynon. - Günter Meisner: Farnbach. - Bruno Ganz: Dr. Bruckner. | - Rosemary Harris: Señora Doring. - John Rubinstein: David Bennett. - Anne Meara: Señora Curry. - Prunella Scales: Señora Harrington. - Michael Gough: Señor Harrington. - John Dehner: Henry Wheelock. - Jeremy Black: Jack Curry / Simon Harrington / Erich Doring / Bobby Wheelock. - Wolf Kahler: Schwimmer. - Walter Gotell: Mundt. |

## Base real
El personaje de Ezra Lieberman (en la novela de Ira Levin, Yákov Liebermann) está inspirado en el cazador de nazis de la vida real Simon Wiesenthal. También el personaje interpretado por Gregory Peck, Josef Mengele, es real.

## Premios y nominaciones
- Premio National Board of Review 1978 : al mejor actor (Laurence Olivier)[2]

Candidaturas
- Premio Oscar 1979: al mejor actor principal (Laurence Olivier); al mejor montaje (Robert Swink), a la mejor música (Jerry Goldsmith)[3]
- Premio Globo de Oro 1979: al mejor actor de cine - drama (Gregory Peck)[4]
- Premio Saturno 1979: al mejor actor (Laurence Olivier); al mejor director (Franklin J. Schaffner); a la mejor música (Jerry Goldsmith); a la mejor película - ciencia ficción; a la mejor actriz secundaria (Uta Hagen); y al mejor guion (Heywood Gould)[5]

## En la cultura popular
La película es mencionada en el episodio La culpa es de Lisa, de la decimotercera temporada de la serie estadounidense Los Simpson. 
Homer dice: 

¿No has visto a los niños de Brasil? Son pequeños Hitlers. Lo vi en una película, ¡cuyo nombre no recuerdo!

El grupo musical español Los Nikis, editó en 1986 la canción titulada "Los Niños del Brasil".